# LATAM (Perú)
LATAM Airlines Perú (comúnmente conocida como LATAM Perú o LATAM, y anteriormente conocida como LAN Airlines Perú, LAN Perú o simplemente LAN) es una aerolínea comercial chilena y filial de LATAM Airlines Group constituida legalmente bajo las regulaciones y leyes del Perú. Anteriormente formaba parte de la alianza Oneworld. LATAM Perú está conformada por tres grupos comerciales sociales con sede en Perú. Teniendo una participación importante en el mercado aéreo peruano, compite con las aerolíneas Star Perú, Sky Airline Perú, JetSMART Perú, etc.
LAN Perú fue disuelta el 6 de agosto del 2015, al completarse la fusión entre LAN Airlines y TAM Airlines. Posteriormente el 5 de mayo del año 2016 (tras casi 6 años del inicio de la fusión con TAM Líneas Aéreas) empezó a operar oficial y definitivamente como LATAM Airlines, lo que significó el cambio de imagen corporativa y marca, que se estima, costó $60 millones de dólares estadounidenses.
Su centro de operaciones es el Aeropuerto Internacional Jorge Chávez (LIM), de la ciudad de Lima. Ofrece 18 destinos en el mercado local, operando en las regiones de la costa, sierra y selva peruanas a través de más de 100 vuelos diarios. Además posee 34 destinos internacionales de mediano y largo alcance. Durante el año 2015 se han agregado varios nuevos destinos internacionales: Orlando, Antofagasta, Montevideo y Washington D.C.

## Historia

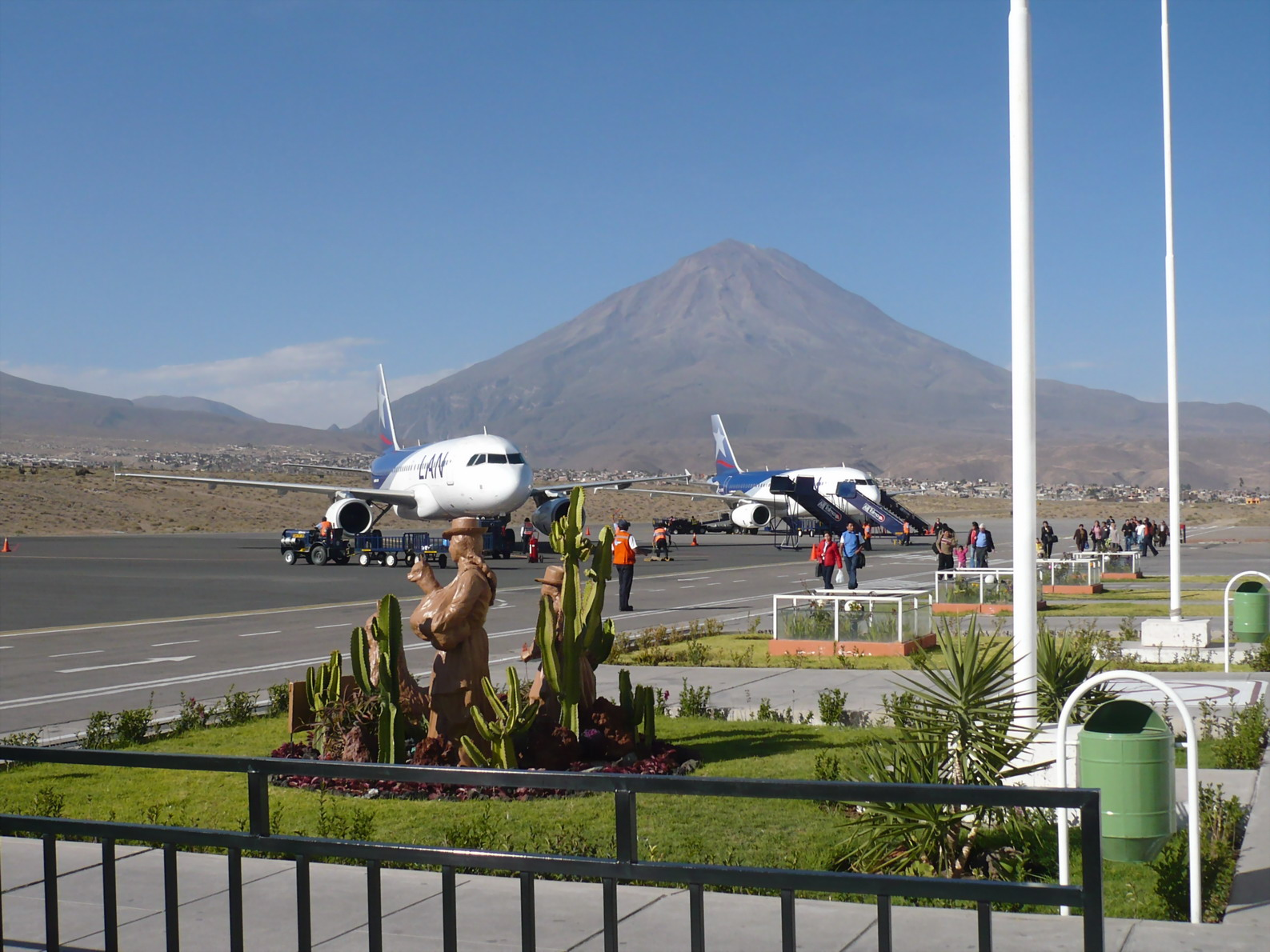
Airbus A320 de LAN Perú en el Aeropuerto Internacional Rodríguez Ballón.

La aerolínea fue fundada en Lima julio de 1998 por los empresarios Boris Hirmas Rubio, Lorenzo Sousa Debarbieri, Cristian Said Montiel y el abogado Javier Rodríguez Larrain, empezando a operar el 2 de julio de 1999 con servicios básicos desde Lima hacia Cusco y Arequipa. El 15 de noviembre de 1999 abrió la ruta hacia Miami.
En 2004 una orden judicial suspendió temporalmente los vuelos a causa de supuestas irregularidades en la constitución de empresa. Posteriormente, el oficialismo generó polémica por cuestionar la labor del juez Eloy Zamalloa, quien denunció la promulgación un decreto ley que opuso tal decisión judicial.
Durante el tercer trimestre de 2006, LAN incorporó a su flota 8 nuevos aviones Airbus 319, cuatro de ellos en agosto y los cuatro restantes durante septiembre, destinados a reemplazar sus 7 aviones existentes para las operaciones domésticas en el territorio peruano. 
En octubre de 2006, LAN Perú obtuvo la autorización de la DGAC peruana para operar como Taller de Mantenimiento Aeronáutico (TMA), otorgándosele el número 029. Esto le permite, además de brindar apoyo a las operaciones de LAN, ofrecer servicio a otras compañías que operen aeronaves con matrícula peruana.
En el 2008, LAN Perú transportó en el mercado doméstico a más de 2 millones 970 mil pasajeros dentro del país.
El 13 de agosto de 2010, LAN Airlines anunció ante la SVS sus intenciones de fusionarse con la aerolínea brasileña TAM Líneas Aéreas, creando LATAM Airlines Group, uno de los consorcios aerocomerciales más grandes de Latinoamérica y uno de los mayores a nivel mundial. Después de esto, el 5 de mayo del año 2016 empezó a operar oficial y definitivamente como LATAM Airlines.

## Flota y servicios
La flota de LATAM Perú cuenta con las siguientes aeronaves:
| Aeronaves        | Activos | Pedidos | Pasajeros | Pasajeros | Pasajeros | Matrículas                                       | Antigüedad                                       |
| Aeronaves        | Activos | Pedidos | C         | Y         | Total     | Matrículas                                       | Antigüedad                                       |
| ---------------- | ------- | ------- | --------- | --------- | --------- | ------------------------------------------------ | ------------------------------------------------ |
| Airbus A319-100  | 8       | —       | —         | 144       | 144       | CC-CPF                                           | 19,5 años                                        |
| Airbus A319-100  | 8       | —       | —         | 144       | 144       | CC-CPI                                           | 19,4 años                                        |
| Airbus A319-100  | 8       | —       | —         | 144       | 144       | CC-CPO                                           | 18,6 años                                        |
| Airbus A319-100  | 8       | —       | —         | 144       | 144       | CC-CPQ                                           | 18,5 años                                        |
| Airbus A319-100  | 8       | —       | —         | 144       | 144       | CC-CQK                                           | 18,5 años                                        |
| Airbus A319-100  | 8       | —       | —         | 144       | 144       | CC-CQL                                           | 18,5 años                                        |
| Airbus A319-100  | 8       | —       | —         | 144       | 144       | CC-CYJ                                           | 16,2 años                                        |
| Airbus A319-100  | 8       | —       | —         | 144       | 144       | CC-BCD                                           | 13,5 años                                        |
| Airbus A320-200  | 26      | —       | —         | 180       | 180       | CC-BAE                                           | 14,4 años                                        |
| Airbus A320-200  | 26      | —       | —         | 180       | 180       | CC-BAJ                                           | 14,2 años                                        |
| Airbus A320-200  | 26      | —       | —         | 180       | 180       | CC-BAK                                           | 14,1 años                                        |
| Airbus A320-200  | 26      | —       | —         | 180       | 180       | CC-BAL                                           | 14 años                                          |
| Airbus A320-200  | 26      | —       | —         | 180       | 180       | CC-BFF                                           | 12,3 años                                        |
| Airbus A320-200  | 26      | —       | —         | 180       | 180       | CC-BFG                                           | 12,2 años                                        |
| Airbus A320-200  | 26      | —       | —         | 180       | 180       | CC-BFH                                           | 12,2 años                                        |
| Airbus A320-200  | 26      | —       | —         | 180       | 180       | CC-BFJ                                           | 12,1 años                                        |
| Airbus A320-200  | 26      | —       | —         | 180       | 180       | CC-BFI                                           | 12 años                                          |
| Airbus A320-200  | 26      | —       | —         | 180       | 180       | CC-BFK                                           | 11,9 años                                        |
| Airbus A320-200  | 26      | —       | —         | 180       | 180       | CC-BFL                                           | 11,9 años                                        |
| Airbus A320-200  | 26      | —       | —         | 180       | 180       | CC-BFN                                           | 11,9 años                                        |
| Airbus A320-200  | 26      | —       | —         | 180       | 180       | CC-BFM                                           | 11,9 años                                        |
| Airbus A320-200  | 26      | —       | —         | 180       | 180       | CC-BJE                                           | 11,8 años                                        |
| Airbus A320-200  | 26      | —       | —         | 180       | 180       | CC-BJF                                           | 11,8 años                                        |
| Airbus A320-200  | 26      | —       | —         | 180       | 180       | CC-BFO                                           | 11,7 años                                        |
| Airbus A320-200  | 26      | —       | —         | 180       | 180       | CC-BFP                                           | 11,7 años                                        |
| Airbus A320-200  | 26      | —       | —         | 180       | 180       | CC-BFQ                                           | 11,6 años                                        |
| Airbus A320-200  | 26      | —       | —         | 180       | 180       | CC-BJD                                           | 11,5 años                                        |
| Airbus A320-200  | 26      | —       | —         | 180       | 180       | CC-BFR                                           | 11,5 años                                        |
| Airbus A320-200  | 26      | —       | —         | 180       | 180       | CC-BFS                                           | 11,4 años                                        |
| Airbus A320-200  | 26      | —       | —         | 180       | 180       | CC-BFT                                           | 11,4 años                                        |
| Airbus A320-200  | 26      | —       | —         | 180       | 180       | CC-BFU                                           | 11,2 años                                        |
| Airbus A320-200  | 26      | —       | —         | 180       | 180       | CC-BFV                                           | 11,2 años                                        |
| Airbus A320-200  | 26      | —       | —         | 180       | 180       | CC-BFW                                           | 10,8 años                                        |
| Airbus A320-200  | 26      | —       | —         | 180       | 180       | CC-BFX                                           | 10,7 años                                        |
| Airbus A320neo   | 1       | —       | —         | 180       | 180       | CC-BHG                                           | 8,6 años                                         |
| Boeing 767-300ER | 9       |         | 20        | 211       | 231       | CC-CWF                                           | 19,1 años                                        |
| Boeing 767-300ER | 9       | CC-CWV  | 20        | 211       | 231       | 17,9 años                                        |                                                  |
| Boeing 767-300ER | 9       | 20      | 213       | 233       | CC-CWY    | 17,4 años                                        |                                                  |
| Boeing 767-300ER | 9       | 20      | 211       | 231       | CC-CXC    | 17,3 años                                        |                                                  |
| Boeing 767-300ER | 9       | 20      | 218       | 238       | CC-CXF    | 16,7 años                                        |                                                  |
| Boeing 767-300ER | 9       | 20      | 213       | 233       | CC-CXG    | 16,4 años                                        |                                                  |
| Boeing 767-300ER | 9       | 20      | 211       | 231       | CC-CXH    | 16,2 años                                        |                                                  |
| Boeing 767-300ER | 9       | 20      | 213       | 233       | CC-CXI    | 15,4 años                                        |                                                  |
| Boeing 767-300ER | 9       | 20      | 213       | 233       | CC-CXJ    | 15,3 años                                        |                                                  |
| Total            | 44      | —       | —         | —         |           | Edad media de la flota (marzo de 2025): 14 años. | Edad media de la flota (marzo de 2025): 14 años. |

## Flota histórica

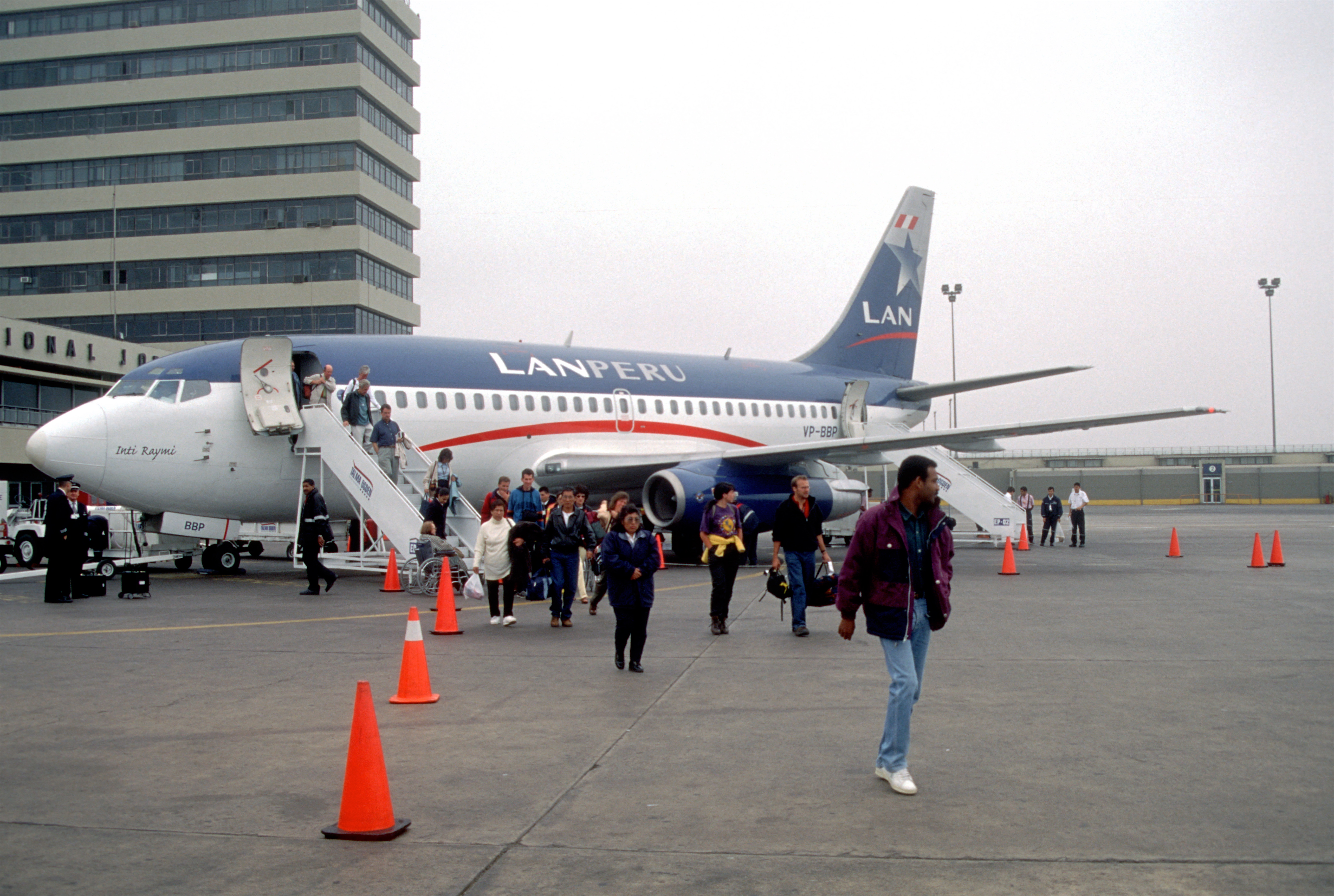
Boeing 737-2Q3 de LAN Perú en el Aeropuerto Internacional Jorge Chávez.

| Aeronaves      | Total | Introducido | Retirado | Matrículas                      | Notas                  |
| -------------- | ----- | ----------- | -------- | ------------------------------- | ---------------------- |
| Boeing 737-200 | 4     | 1999        | 2002     | VP-BBL, VP-BBM, VP-BBO y VP-BBP | Operaron para LAN Perú |